# Murrieta (California)
Murrieta es una ciudad del condado de Riverside en el estado estadounidense de California. En el año 2008 tenía una población de 100.173 habitantes y una densidad poblacional de 1.362,9 personas por km², convirtiéndola en la ciudad con más rápido crecimiento del estado. Principalmente una ciudad residencial, Murrieta es considerada como una comunidad transeúnte, debido a que gran parte de sus residentes viajan hasta los condados de San Diego y Orange y la parte más industrializada de Temecula al sur.
Murrieta debe su nombre a los hermanos Ezequiel y Juan Murrieta, naturales de Santurce (Vizcaya, España), que se establecieron en la zona. 
Murrieta colinda con Temecula al sur y las nuevas ciudades incorporadas de Menifee y Wildomar al norte. 
Murrieta no debe confundirse con Rancho Murieta, que es una comunidad no incorporada del norte de California, cerca de Sacramento

## Geografía
Murrieta se encuentra ubicada en las coordenadas 33°34′10″N 117°12′9″O / 33.56944, -117.20250. Según la Oficina del Censo, la ciudad tiene un área total de 73,6 km² (28,4 mi²), de la cual 73,5 km² (28,4 mi²) es tierra y 0,1 km² (0 mi²) (0.14%) es agua.

## Demografía
Según la Oficina del Censo en 2007 los ingresos medios por hogar en la localidad eran de $78,883, y los ingresos medios por familia eran $90,930. Los hombres tenían unos ingresos medios de $49,107 frente a los $32,468 para las mujeres. La renta per cápita para la localidad era de $23,290. Alrededor del 4.3% de la población estaban por debajo del umbral de pobreza.